# Escut de Benavent de Segrià
L'escut oficial de Benavent de Segrià té el següent blasonament:
Escut caironat: de gules, un molí de vent d'argent tancat de sable i aspat d'or. Per timbre una corona de marquès.

## Història
Va ser aprovat el 8 de juny de 1995 i publicat al DOGC el 23 de juny del mateix any amb el número 2066.
El molí de vent és un senyal parlant que al·ludeix al nom del poble. La corona simbolitza el fet que Benavent fou el centre d'un marquesat a partir de 1702.